# Parafia Najświętszego Serca Jezusowego w Lubojnie
Parafia Najświętszego Serca Jezusowego w Lubojnie – parafia rzymskokatolicka, znajdująca się w archidiecezji częstochowskiej, w dekanacie Mykanów, erygowana w 1939 roku.